# 10cc (album)
10cc je debutové a eponymní studiové album rockové skupiny 10cc, vydané v červenci roku 1973 u UK Records. Album bylo nahráno v roce 1972 v Strawberry Studios v Stockportu v Anglii.

## Seznam skladeb

### Strana 1
1. "Johnny, Don't Do It" (Kevin Godley, Lol Creme, Graham Gouldman) – 3:36
2. "Sand in My Face" (Kevin Godley, Lol Creme, Graham Gouldman) – 3:36
3. "Donna" (Godley, Creme) – 2:53
4. "The Dean and I" (Godley, Creme) – 3:03
5. "Headline Hustler" (Gouldman, Eric Stewart) – 3:31

### Strana 2
1. "Speed Kills" (Stewart, Godley, Creme, Gouldman) – 3:47
2. "Rubber Bullets" (Godley, Creme, Gouldman) – 5:15
3. "The Hospital Song" (Godley, Creme) – 2:41
4. "Ships Don't Disappear in the Night (Do They?)" (Gouldman, Stewart) – 3:04
5. "Fresh Air for My Mama" (Godley, Creme, Stewart)– 3:04

## Sestava
- Graham Gouldman — baskytara, akustická kytara, dobro kytara, elektrická kytara, tamburína, zpěv
- Kevin Godley — bicí, perkuse, zpěv
- Eric Stewart — sólová elektrická kytara, slide kytara, syntezátor, zpěv
- Lol Creme — akustická kytara, elektrická kytara, křídlo, syntezátor, mellotron, perkuse, zpěv